# Eublemma antoninae
Eublemma antoninae är en fjärilsart som beskrevs av Nagaraja 1970. Eublemma antoninae ingår i släktet Eublemma och familjen nattflyn. Inga underarter finns listade i Catalogue of Life.